# 광신초등학교
광신초등학교는 대한민국 충청남도 홍성군 광천읍 광천리에 있었던 공립 초등학교이다.

## 학교 연혁
- 1970년 3월 1일 : 개교
- 2013년 3월 1일 : 광동초등학교로 통합, 폐교

## 같이 보기
- 광천초등학교